# Мальчик, который обуздал ветер
«Мальчик, который обуздал ветер» (англ. The Boy Who Harnessed the Wind) — биографическая драма 2019 года, режиссёром и сценаристом которой стал Чиветел Эджиофор. Сюжет основан на мемуарах Уильяма Камквамбы и Брайана Милера с одноимённым названием.
Премьера состоялась 25 января 2019 года на кинофестивале «Сандэнс». 1 марта релиз был показан по Netflix.

## Сюжет
Уильям Камквамба — юный малавиец из семьи фермеров, живущих в деревне. Он занимается ремонтом радиоприёмников для своих друзей и соседей, а в свободное время осматривает свалку для поиска электронных компонентов. Уильяму запрещено посещать школу из-за неспособности его родителей платить за обучение. Он шантажирует своего учителя естественных наук (который находится в тайных отношениях с сестрой Уильяма), и тот позволяет ему продолжать посещать школьную библиотеку, где юноша узнает об электротехнике и производстве энергии.
Из-за засухи, неурожая и вызванного этим голода в деревне начинаются беспорядки, в результате чего семья Камквамбы лишается их и без того скудных запасов зерна. Вскоре люди начинают покидать деревню, и сестра Уильяма сбегает с учителем, чтобы не быть обузой для семьи.
Стремясь спасти свою деревню от засухи, Уильям разрабатывает план строительства ветрогенератора для питания электрического водяного насоса, который он нашёл ранее на свалке. Сначала он создаёт небольшой прототип, который успешно работает, но чтобы построить полноценное устройство, Уильям требует, чтобы отец дал разрешение на демонтаж семейного велосипеда для деталей, который является единственным велосипедом в деревне и последним ценным предметом семьи. Его отец считает это бесполезным и уничтожает прототип. Однако со временем он признаёт свою ошибку и вместе с сыном строит устройство, которое в дальнейшем позволяет им посеять зерно.

## В ролях
| Актёр            | Роль               |
| ---------------- | ------------------ |
| Максвелл Симба   | Уильям Камквамба   |
| Чиветел Эджиофор | Трайвелл Камквамба |
| Айса Майга       | Агнес Камквамба    |
| Лили Банда       | Энни Камквамба     |
| Джозеф Марселл   | вождь Уимбе        |
| Нома Думезвени   | Эдит Сикело        |
| Лемоганг Тсипа   | Майк Качигунда     |
| Филберт Фалакеза | Гилберт Уимбе      |

## Награды и номинации
| Год  | Награда                         | Категория                            | Номинанты                 | Результат |
| ---- | ------------------------------- | ------------------------------------ | ------------------------- | --------- |
| 2019 | Сандэнс                         | Приз Альфреда Слоуна за лучший фильм | Чиветел Эджиофор          | Победа    |
| 2019 | Heartland Film                  | Truly Moving Picture Award           | Чиветел Эджиофор, Netflix | Победа    |
| 2019 | British Independent Film Awards | Лучший актёр второго плана           | Чиветел Эджиофор          | Номинация |
| 2019 | British Independent Film Awards | Лучшие эффекты                       | Энди Куинн                | Номинация |
| 2019 | British Independent Film Awards | Douglas Hickox Award                 | Чиветел Эджиофор          | Номинация |
| 2020 | NAACP Image Award               | Лучший режиссёр                      | Чиветел Эджиофор          | Победа    |
| 2020 | Black Reel Awards               | Лучший международный фильм           |                           | Номинация |
| 2020 | Black Reel Awards               | Лучший дебютный сценарий             | Чиветел Эджиофор          | Номинация |

## Отзывы
Фильм получил положительные отзывы кинокритиков. На сайте Rotten Tomatoes у картины 86 % положительных рецензий на основе 65 отзывов со средним баллом 7,2 из 10. На сайте Metacritic — 68 баллов из 100 на основе 20 рецензий.